# Rhododendron anthosphaerum
Rhododendron anthosphaerum är en ljungväxtart som beskrevs av Friedrich Ludwig Diels. Rhododendron anthosphaerum ingår i släktet rododendron, och familjen ljungväxter. Inga underarter finns listade i Catalogue of Life.